# Кристина Митева
Кристина Трифонова Митева е българска писателка, авторка на есета, разкази, стихове.

## Биография
Кристина Митева е родена на 4 декември 1981 г. в София. Завършва езикова гимназия и Софийския университет „Св. Климент Охридски“, специалност Културология (Философски факултет). Работи в Министерството на културата, като редактор на списания и книги и като библиотекар в УНСС. Членка е на Конфедерацията на българските писатели.

## Творчество
Кристина Митева има четири публикувани книги. Първата съдържа три разказа (тип повест) и се нарича „Планетата Земя е тъжно-синя“, предговорите са на писателите Стефан Кръстев и Калин Терзийски. „Слънчогледите се прераждат в слънца“ съдържа есета и стихове, картината на корицата е специално нарисувана от Калин Терзийски. Третата книга – „Един от нас споделя,” съдържа голяма част (190) от интервютата за едноименния проект, осъществени до издаването на книгата. Четвъртата ѝ книга „Любовта е първата стъпка към безкрая“ е с есета, разкази и стихове.

## Проекти
- През 2013 г. създава проект „Един от нас споделя...“ за интервюта с най-различни хора, на които задава едни и същи общочовешки въпроси, [8] в който се включват стотици хора.[3][9]
- „Музей на Доброто“ – През 2019 г. Кристина публикува брошура с цитати от различни автори и времена на тема човечност и филантропия, част от проекта.[10]
- „Вяра в Живота“ – споделяне мисли на хора, преживели изпитания и загуби, но запазили вярата си в живота.

През есента на 2019 г. участва в „Академия „Музика“ на маестро Йордан Камджалов и проф. Нева Кръстева за професионални музиканти и за любители на музиката, изкуството и културата.
През март 2020 г. създава първата си авторска песен „В реката на времето“, заедно с Константин Кучев, записана в „Zero project studio“ в София.